# No Longer Allowed in Another World
No Longer Allowed in Another World (укр. Дискваліфікований з іншого світу; яп. 異世界失格) — серія японської веб-манґи, написаної Хіроші Нода та проілюстрованої Такахіро Вакамацу, яка публікується Yawaraka Spirits на вебсайті Shogakukan із жовтня 2019 року. Прем’єра аніме-адаптації виробництва Atelier Pontdarc відбулася в липні 2024 року.

## Медіа

### Манґа
Манґу «Дискваліфікований з іншого світу», яку написав Хіроші Нода та проілюстрував Такахіро Вакамацу, 2 жовтня 2019 року було опубліковано на веб-сайті Shogakukan Yawaraka Spirits. Пізніше Shogakukan зібрав всі розділи манґи в окремі танкобони. Перший том вийшов 10 квітня 2020.
У Північній Америці манґа ліцензована компанією Seven Seas Entertainment. Перший том був випущений у січні 2023 року. У Південно-Східній Азії манґа ліцензована Shogakukan Asia.

### Аніме
Прем’єра аніме-адаптації від Atelier Pontdarc відбулася  9 липня 2024 року на AT-X та інших мережах. Crunchyroll ліцензував серіал за межами Азії.